# Корнаредо
Корнаредо (итал. Cornaredo) је насеље у Италији у округу Милано, региону Ломбардија.
Према процени из 2011. у насељу је живело 20098 становника. Насеље се налази на надморској висини од 142 м.

## Становништво
| 1931. | 1936. | 1951. | 1961. | 1971.  | 1981.  | 1991.  | 2001.  | 2011.  |
| ----- | ----- | ----- | ----- | ------ | ------ | ------ | ------ | ------ |
| 5.893 | 6.188 | 7.067 | 8.529 | 13.932 | 15.623 | 18.817 | 19.928 | 20.121 |